# なみきたかし
なみき たかし（本名：並木 孝、1952年 - ）は、日本のアニメーション研究家、東京アニメーション同好会（アニドウ）4代目会長、有限会社オープロダクション代表取締役/プロデューサー、日本アニメーション文化財団代表理事。
日本アニメーション協会会員(初代事務局長）、日本アニメーション学会会員、日本アニメーター・演出協会(JAniCA)発起人、アニメーション事業者協会理事（すでに解散）。

## 経歴
1952年、埼玉県浦和市（現：さいたま市）で生まれる。
日本大学鶴ヶ丘高等学校美術科在学中の1968年東京新宿の漫画喫茶コボタンで、アニメーターの集まりであるアニドウ（東京アニメーション同好会） に参加。漫画家でフィルム・コレクターの杉本五郎や各国大使館のフィルム提供による上映会で世界のアニメーションを知り16歳でアニメーション界へ進路を定める。
アニドウの活動の傍ら、1972年には東映動画スタジオで『ながぐつ三銃士』の撮影助手を経験後、タツノコプロダクション、トップクラフトなどを転々とし、「ホビットの冒険」「ジャクソン5」などの海外合作の制作に加わる。1973年から作画会社オープロダクションに入社し、アニメーターとして小松原一男、村田耕一に師事する。
1974年、アニドウ4代目会長となり上映活動を毎月のように開催する。また個人作家が出てきたことを捉え、自主作品上映会プライベート・アニメーション・フェスティバル(PAF)を全国規模で約10年間開催。
1975年、人形アニメーション作家川本喜八郎の誘いで、フランスアヌシー国際アニメーション映画祭を訪れ、真のアニメーションの魅力に開眼、以後チェコ、ハンガリー、ポルトガル、スペイン、アメリカ、イギリス、アイルランド、カナダ、ブラジル、ポーランド、韓国等世界各国の映画祭を訪れ交流を広げる。
前述のアヌシーで見た雑誌「ファンタスマゴリー」に刺激され、日本初のアニメーション専門雑誌「ファントーシュ」を創刊する。創刊後、スタッフ内で商業路線と芸術路線の対立が起きたため、あくまでも芸術と商業の半々の路線をとるなみきは「ファントーシュ」第1号ののち降板し、アニドウの会報FILM1/24を本格的な研究誌に育てる。無名であった宮崎駿の才をいち早く讃えて「別冊：未来少年コナン(1979年)」（通称：黒本）を編集するなど同人誌から本格的な出版へ移行して行った。自らの評論も「スターログ」「奇想天外」などに散発的に発表。
1978年、久里洋二、川本喜八郎、岡本忠成らと日本アニメーション協会を設立し、事務局長に就任。手塚治虫を会長に頂き事務局をアニドウ内に設立し、自主作品やCMなどを制作するアニメーション作家の団結、アニメーターの地位向上を目指した。
1982年、「マンガ奇想天外」の編集長だった小口宏の指導を受け一冊だけのマンガ雑誌『月刊ベティ』(創廃刊号)出版。アニメーターと漫画家が融合させた試みが評価を得るが、予定通り一冊で終了。

アニメーターとして勤務して10年を経た1982年にオープロダクションが制作した「セロ弾きのゴーシュ」の広報・宣伝業務をまかされ、公開試写会に当時は無名だったユーリ・ノルシュテイン監督の「霧につつまれたハリネズミ」を併映作品に選定。惚れ込んだ末に同作品の配給(16mm販売・上映）も手がける。
1983年、オープロダクションより独立するも「セロ弾きのゴーシュ」のDVD制作などで引き続き業務提携関係をとる。
1984年、有限会社ぱるぷを設立。後に有限会社アニドウ・フィルムと商号を改める。同社でふくやまけいこ「何がジョーンに起こったか」(1984年)、吾妻ひでお「ぱるぷちゃんの大冒険」(1985年)などコミックを出版。念願の大型本として「川本喜八郎:三国志百態」(1984年)、「もりやすじ画集」(1993年)「小松原一男アニメーション画集」(2002年)、「椋尾篁アニメーション美術画集」(2004年)、「小田部羊一アニメーション画集」(2008年)、「奥山玲子アニメーション画集」（2019年）、「もぐらのスタジオ〜もりやすじ画集3〜」（2013）などを刊行し、アニメーション専門出版社として定評を得る。
1986年、レーザー・ディスクの発売にあわせて、「アニメーション・アニメーション・シリーズ」を企画、シリーズ構成し第一弾として「話の話/ユーリ・ノルシュテイン」および「真夏の夜の夢/イジィ・トルンカ」などをシリーズ構成した。
1987年、映画輸入業務をはじめ、自らチェコに出向いて獲得した長編「チェコの古代伝説」を初めて日本で公開し、続いて各国の短編を配給する。1987年、広島国際アニメーションフェスティバル国際選考委員として第一次選考を務め、映画祭を充実させた。そして同年、フレデリック・バック、ユーリ・ノルシュテインらをゲストにフェスティバル「TOKYO'87」を開催し、「木を植えた男」などを広く紹介する。
1998年、アニメーション短編「この星の上に」（監督片渕須直/アニメーション南家こうじ）をプロデュース（神奈川県立地球市民かながわプラザで公開）。またアニメーション・ミュージアムの開設計画を構想し可能性をさぐりはじめた。
1999年、仏アヌシー国際アニメーション映画祭へ招聘され国際審査員を務める。同時に同映画祭でアニドウの膨大な資料から厳選して「日本の漫画映画」展をフランスで初めて開催する。
2004年、東京都現代美術館企画展「日本漫画映画の全貌」をキュレーション。「にほんまんがえいがはったつし」を辻繁人との共同監督により脚本・監督。「くもとちゅうりっぷ〜政岡憲三作品集」などのDVD、CD-ROM、ビデオ映像の演出、1990年にパイオニアLDCから発売されたDVD「セロ弾きのゴーシュ」の監修・特典映像演出（2006年にはスタジオジブリより再発売）、2006年からは自社の単行本「世界アニメーション映画史」のDVD版（第1集〜第6集）を基に公共図書館などのために企画・制作（発売は日本コロムビア)。
2006年12月、オープロダクション社長の村田耕一の逝去をうけて、同社に復帰し、代表取締役に就任。
2012年6月、アニメーション文化の保存と交流と継承を趣旨とした一般財団法人日本アニメーション文化財団を設立。代表理事に就任した。理事は、小田部羊一、古川タク、相磯嘉雄(アニドウ元会長)、森淳(もりやすじの長男、金子由郎ら)。前述のアニメーション・ミュージアム事業も同財団で行うとしている。
これまでにアニメーターを対象とした上映会や講演会などを主催した50年におよぶその活動は500回以上と言われる。
近年はジャズ・コンサートなど音楽関係のイベントも多くCDも制作する。また、「葬儀」「偲ぶ会」などの責任者を多くつとめ、これまでにもりやすじ、小松原一男、村田耕一、飯田馬之介、金田伊功、川本喜八郎、石黒昇、片山雅博らの追悼の会を主宰した。高畑勲監督については、スタジオジブリが開いた「お別れの会」とは別に「偲ぶ会」をアニドウ独自に開催している。
2014年にはTV「開運！なんでも鑑定団」にアニメーション資料鑑定士として出演、政岡憲三の原画について驚愕の値付けを行う。2021年8月の回では「杉井ギザブローの脚本 絵コンテ 下絵一式」を鑑定。旧知の杉井監督に放送後冷やかされる。
2020年にはこれまでの活動を認められ、第23回文化庁メディア芸術祭功労賞を受賞した。

## 人物
アニメーション映画『やぶにらみの暴君（王と鳥）』の登場人物「盲目のオルガン弾き」に酷似しているといわれ、本人は自分がモデルだと言い放っている。1985年に来日した監督のポール・グリモーは、なみきとの面会時、この宣言に苦笑いしつつ、「そのとおり、君がモデルだ」と認定したとされるが、なみきは公開年の1952年生まれである。
アニドウ会員である唐沢俊一は、「それはそれは徹底して人の人格を否定しまくる、すさまじい言葉いじめ人間であった。神経症になって田舎に帰ったり、病院に通ったりした奴が何人もいた」(『裏モノ日記』より抜粋)と表現している。なお、なみきと唐沢はトークショーを共に開く間柄である。
1980年までアニドウ会員であった五味洋子により「てっぺんに立ちたいだけの人物」「アニドウを有限会社にして私物化した」と指摘されている。これに対し、なみきは「1974年にアニドウ会長となったことですでにてっぺんに立ったといえるのではないか。任意団体ではなく、有限会社にしてしまっては「私物化」はできない。」とコメントしている。
2014年現在、アニドウの公式な会員数は、3706人。
2014年現在直系の相続人はいないので、なみきが保有している全ての資料を含む財産は死後、財団に遺贈される公正証書が作製されている。

## アニメーション・ミュージアム構想
1998年頃より、なみきが「日本のアニメーション文化向上のため」との名目で、東京都内または並木個人所有のさいたま市の土地に、地上5階・地下2階のビル建設を計画。ファンなどの募金により推進。募金は、2002年〜2010年12月17日まで1口あたり10万円で目標額は、10億5千万円 としていた。積算の根拠が示されておらず、冗談としての金額と言われた。
2000年より、政岡憲三、もりやすじ、杉本五郎、椋尾篁、奥山玲子、小松原一男などの遺品と本人が収集した資料を展示を構想し、建設を目指して2000年より1口10万円の募金の募集を提案。完成後は、日本漫画映画文化財団を設立して運営を行うとしていた。『2010年完成予定』と告知していたが、募金の実態も着工の目処も示されていなかった。
2010年12月17日に『アニメーションミュージアム』ホームページ内“募金の募集”の文章が更新され、一口1000万円、募金目標額は16億5千万円となり、「募金の振替口座　未定　※まだ設定していません。したがって、入金の実績もありません」と記載された。

また完成目標は、公式サイト「アニメーション・ミュージアム準備室」の「完成構想図」では2008年としていたが、「設立への流れ」では2010年となっており、『＜募金期間＞2002年3月〜2016年予定(完成迄)』となっていた。

2012年5月に日本アニメーション文化財団（代表理事 なみきたかし）が設立され、同財団に計画が移管された。
その後、予定地を長野県に変更し、候補地の選定をしている。（2024年）

## 参加作品
- おんぶおばけ
- 冒険コロボックル
- 荒野の少年イサム
- 山ねずみロッキーチャック
- アルプスの少女ハイジ
- 母をたずねて三千里
- フランダースの犬
- 元祖天才バカボン
- 花の係長
- キューティーハニー
- ミラクル少女リミットちゃん
- ゲッターロボ
- UFOロボ　グレンダイザー
- マグネロボ ガ・キーン
- 銀河鉄道999（劇場）
- ピコリーノの冒険
- シートン動物記 くまの子ジャッキー
- ルパン三世 (TV第2シリーズ)
- セロ弾きのゴーシュ

## 編著
- 『ファントーシュ Vol.1』ファントーシュ編集室　1975.10
- 『FILM1/24』No.8~32　アニドウ　なみきたかし編集・ブックデザイン
- 『FILM1/24別冊デラックス「未来少年コナン」』なみきたかし編集　アニドウ
- 『漫画映画と共に~故山本早苗氏自筆自伝より』アニドウ　1982.3
- 『月刊ベティ（創廃刊号）』アニドウ　1982.8
- 『川本喜八郎 三国志百態』アニドウ　1984.1
- 『世界アニメーション映画史』伴野孝司、望月信夫共著 森卓也監修 並木孝編 ぱるぷ(後にアニドウ・フィルムへ改称) 　1986.6
- 『アニメえほん はれときどきぶた』岩崎書店　1988.5
- 『映画をあつめて これが伝説の杉本五郎だ』杉本五郎著 なみきたかし編 平凡社　1990.8
- 『もりやすじ画集』森康二著 なみきたかし編 アニドウ・フィルム　1993.9
- 『写真集 アニメーテッド・ピープル・イン・フォト』なみきたかし著 アニドウ・フィルム　2000.6
- 『小松原一男アニメーション画集』小松原一男著 なみきたかし責任編集 アニドウ編 東急エージェンシー出版部　2002.8
- 『日本漫画映画の全貌』大塚康生監修、松野本和弘編、なみきたかし編集監修 「日本漫画映画の全貌展」実行委員会　2004.7
- 『もりやすじ画集2 もぐらノート』もりやすじ著 なみきたかし責任編集 アニドウ・フィルム　2006.2
- 『小田部羊一アニメーション画集』小田部羊一著 なみきたかし責任編集 アニドウ・フィルム　2008.8
- 『もぐらのスタジオ〜もりやすじ画集3〜』もりやすじ著 なみきたかし責任編集 アニドウ・フィルム　2013.7
- 『奥山玲子銅版画集』奥山玲子著 なみきたかし責任編集 アニドウ・フィルム　2019.8
- 『奥山玲子アニメーション画集』奥山玲子著 なみきたかし責任編集 アニドウ・フィルム　2019.10
- 『新版 小田部羊一アニメーション画集』小田部羊一著 なみきたかし責任編集 アニドウ・フィルム　2019.12
- 『もぐらのアトリエ〜もりやすじ画集4〜』もりやすじ著 なみきたかし責任編集 アニドウ・フィルム　2020.5
- 『写真集アニメーション作家の肖像』南正時著 なみきたかし責任編集 アニドウ・フィルム　2021.12

## 映像作品

### 記録映像
- もりやすじのアニメーション世界を語る　演出　（1983年）
- 古川タクロングインタビュー　演出　（1998年）
- 人形と生きる－1〜川本喜八郎の世界　演出　（1999年）
- 人形と生きる－2 〜操演の名人たち　演出　（1999年）
- 小松原一男追悼イベント「ラピュタのビルは俺のビル」 （2000年）
- 小松原一男追悼イベント「アニソン・ザ・グレート」（2000年）
- 高畑勲監督ロングインタビュー　演出　（2000年）
- 「金田伊功を送る会」の記録　（2009年）
- 豊竹呂太夫を偲ぶ会記録　演出　（2013年）
- セロ弾きのゴーシュ オーディオコメンタリー　演出（2015年）

### アニメーション
- 初恋の味：「カルピス」をめぐる不思議な旅　制作協力 （2019年）
- にほんまんがえいがはったつし　監督(辻繁人と共同）（2004年）
- この星の上に　原案・プロデュース　（1998年）